# أغلو (اثنين أغلو)
أغلو هي إحدى مشيخات المملكة المغربية، تتبع جغرافيا لإقليم تيزنيت وإداريًا لاثنين أغلو. يقدر عدد سكانها بـ 7975 نسمة حسب الإحصاء الرسمي للسكان والسكنى لسنة 2004.